# Flamenco rumba
Flamenco rumba, còn được gọi là rumba flamenca, rumba gitana, gypsy rumba, Spanish rumba or, simply, rumba (phát âm tiếng Tây Ban Nha: [ˈrumba]), là một loại nhạc flamenco từ Tây Ban Nha. Nó được tới như là một trong những ida y vuelta (roundtrip songs), nhạc mà đã biến dạng ở tân thế giới, rồi nhập lại vào Tây Ban Nha như là một loại nhạc mới. Ở Cuba (trước khi nhập trở lại Tây Ban Nha vào thập niên 1850), loại nhạc này được trình diễn với nhiều loại trống khác nhau. Lối nhảy có nguồn gốc từ Catalonia, ở một khu vực thuộc thành phố Barcelona, nơi người gốc du mục trình diễn rumba catalana vào lúc loại nhạc này được thịnh hành. Loại nhảy mà nó đệm theo được chế biến với những cử động chủ yếu mông và vai, có vẻ công khai khêu gợi tình dục hơn là loại nhảy flamenco.
Lối chơi nhạc xuất phát từ ảnh hưởng nhạc Afro-Cuban Rumba, và một số ảnh hưởng Afro-Peruvia với cajón và các âm điệu. Sau khi nó được mang trở lại Tây Ban Nha từ Cuba trong thế kỷ 19, nó lại biến thể chơi với guitar và vỗ tay, vỗ vào người, castanet, và cajon (box drums). Những người trình diễn hiện đại (nhạc sĩ guitar và các nhóm vũ) như là Paco de Lucía và Tomatito cũng hòa nhập với congas và cajon vào phần trống, cũng như là palmas (vỗ tay), nhưng không thường chơi claves (gõ gỗ) mà là đặc điểm ở Cuba.

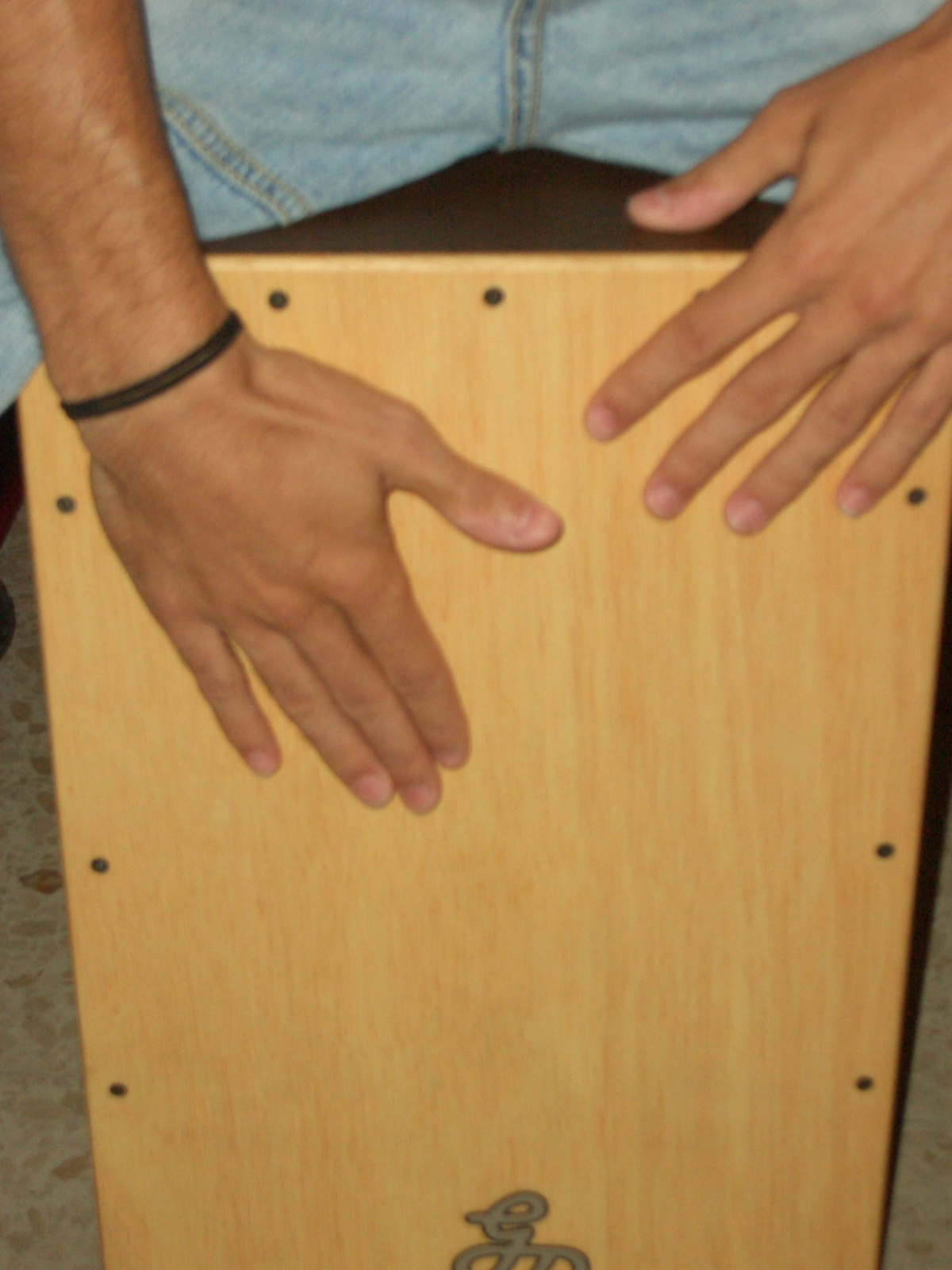
Vị trí đặt tay tiêu biểu trên một cajón
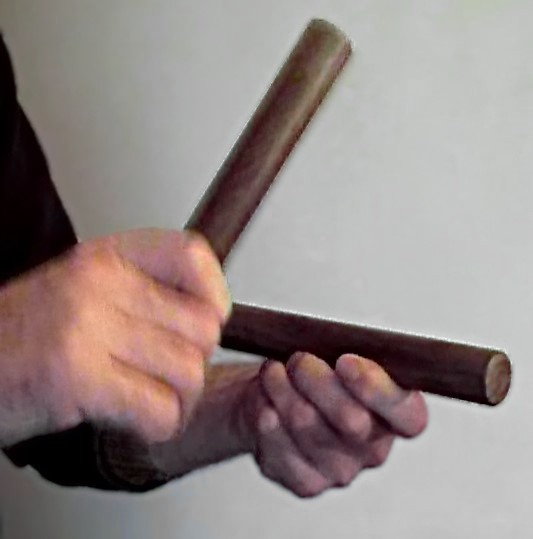
Chơi cặp gỗ gõ claves
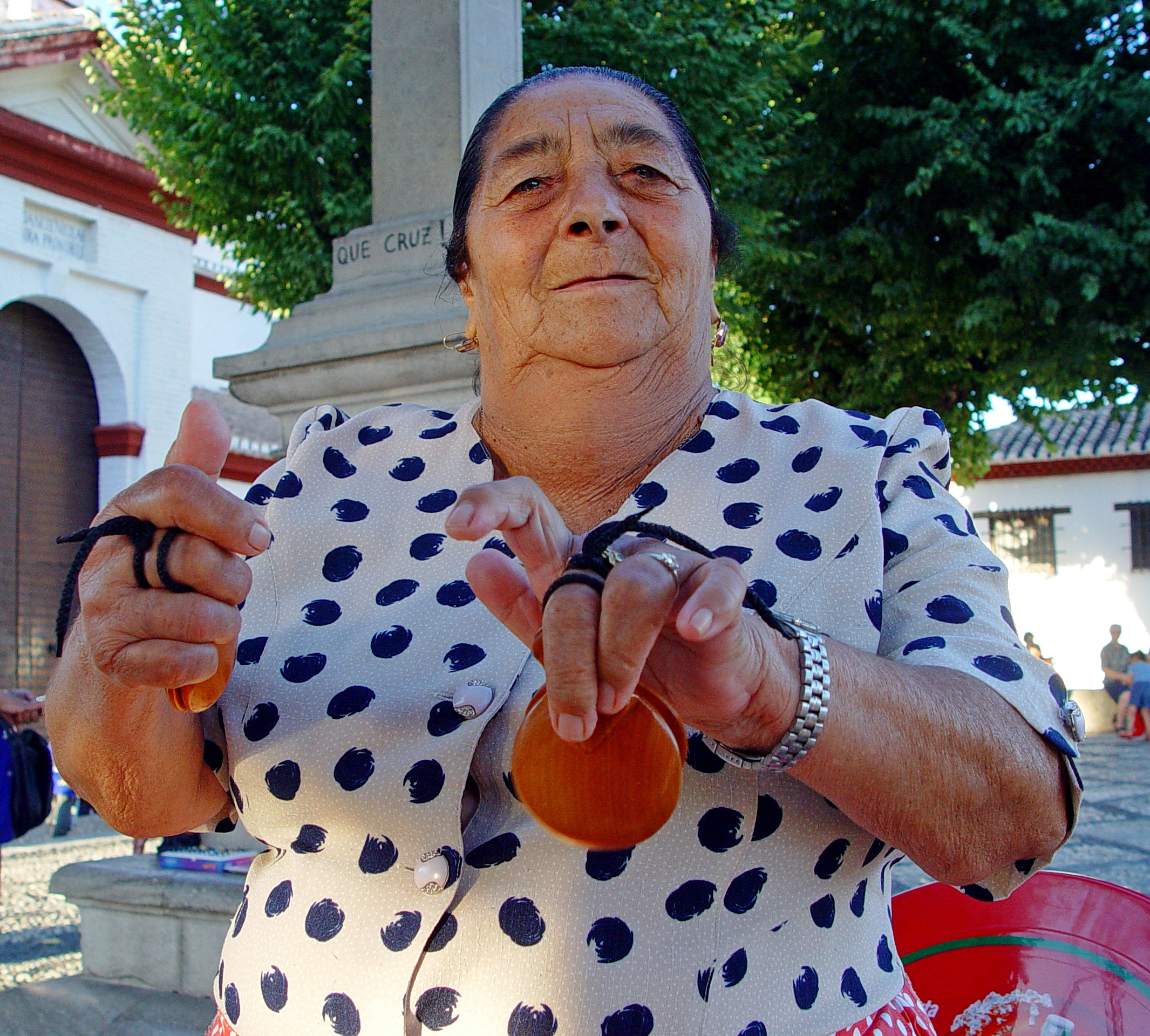
Người bán Castanets ở Granada, Tây Ban Nha
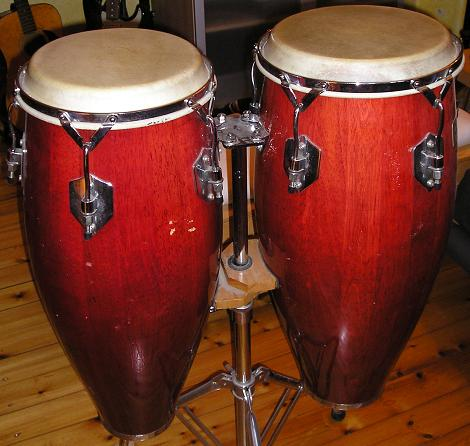
Một cặp trống congas